# Нижние Волковцы
Нижние Волковцы (укр. Нижчі Вовківці) — село в Хмельницком районе Хмельницкой области Украины.
Население по переписи 2001 года составляло 391 человек. Почтовый индекс — 31362. Телефонный код — 3822. Занимает площадь 1,02 км². Код КОАТУУ — 6825087202.

## Местный совет
31362, Хмельницкая обл., Хмельницкий р-н, с. Россоша